# Baai van Cádiz
De Baai van Cádiz grenst aan de Golf van Cádiz. Het ligt tegen het vasteland van Spanje in het zuidwesten en maakt onderdeel uit van de Atlantische Oceaan.
De baai is zo’n 11 kilometer lang en acht kilometer breed. Het wordt deels van de zee afgesloten door een smal schiereiland waarop ook de stad Cádiz ligt. De baai bestaat uit twee delen, een buiten- en binnenbaai die met in verbinding staan door middel van een smalle doorgang, Puntales. De binnenbaai had in verleden een directe toegang tot de zee, tot het voormalige eiland waarop Cádiz ligt met het vasteland werd verbonden. Op oude kaarten wordt de binnenbaai ook wel Baai van Puntales genoemd.
De baai kent een dubbeldaags getij, er is tweemaal per dag hoogwater en tweemaal per dag laagwater. Het verschil in waterniveau tussen eb en vloed is ongeveer twee à drie meter. Door de afzet van slib zijn de oevers, met name aan de oostkant van de binnenbaai, zeer vlak waardoor er grote delen droog komen te staan bij laag water.
De baai grenst naast Cádiz aan de gemeenten San Fernando,  Puerto Real, El Puerto de Santa María en Rota. Rondom de baai wonen zo'n 500.000 mensen en in de zomermaanden verdubbelt dit aantal door de komst van toeristen. Dit heeft negatieve gevolgen voor de baai uit hoofde van de vervuiling en de recreatieve activiteiten. Twee rivieren, San Pedro en Guadalete, monden uit in de baai.
Bij het smalle deel bij Puntelas liggen twee belangrijke verkeersbruggen die Cádiz verbinden met het vasteland, dit zijn de Puente José León de Carranza en de Puente de la Constitución de 1812.
De baai vormt een natuurlijke haven die volgens beschikbaar archeologisch bewijs al sinds zeer oude tijden wordt bewoond. Havenactiviteiten vinden hier al eeuwen plaats en de haven speelde een centrale rol in de handel met de Spaanse koloniën in Amerika. Om voldoende ruimte voor de over- en opslag van de goederen te krijgen zijn delen van de baai met zand opgespoten voor de aanleg van terminals en kaden.
Door de vele zonne-uren, de hoge temperatuur en de gematigde neerslag was het gebied een belangrijke producent van zeezout. Het zeewater werd in ondiepe bassins gelaten die vervolgens werden afgesloten. Het water verdampte en het zout bleef achter. Door concurrentie is deze activiteit afgenomen al zijn in het landschap nog oude zoutpannen te ontdekken.
Een deel van de baai is beschermd natuurgebied en valt onder de Conventie van Ramsar. Veel trekvogels maken van de baai gebruik om te eten en te rusten voor zij hun trek vervolgen. Sinds 2002 is zo’n 10.000 hectare gereserveerd voor de vogels. Verder zijn in de baai zo’n zestig verschillende vissoorten aangetoond en het is een belangrijke plaats voor vissen om te paaien en een veilige plaats voor de jonge vissen.